# Theudebald van de Alemannen
Theudebald, ook Theutbald genoemd, (? - 746?) was een Alemaanse hertog van 709 tot 746. Hij was de zoon van Gotfried en broer van Lantfrid.
Na hertog Gotfrieds dood in 709 nam Theudebald tezamen met zijn broer Lantfrid het ambt van Alemaanse hertog over. Beide broers stonden in hun ambt tegenover de Frankische hofmeiers in verbitterde vijandschap.
Kloosterbisschop Pirminius stichtte in 724 onder de bescherming van de hofmeier Karel Martel het klooster Reichenau in het midden van het Alemaanse hertogdom, wat door Lantfrid en Theudebald als provocatie werd opgevat. Theudebald verdreef in 727 de abt Pirminius ob odium Karoli (uit haat voor Karel) en in 732 diens opvolger abt Heddo uit het klooster Reichenau.
In 730 leidde Karel Martel een veldtocht tegen de hertogen Theudebald en Lantfrid. Lantfrid stierf noch in hetzelfde jaar en Theudebald nam daarop alleen het ambt van hertog op zich.
In 742 kwam Theudebald samen met de Basken, Bajuwaren en Saksen in de Elzas in opstand tegen de hofmeier Carloman en Pepijn III. In 743 leden Theudebald en de Bajuwarenhertog Odilo een nederlaag aan de Lech tegen beide hofmeiers. Carloman sloeg in 746 een opstand in Alemannië neer en liet zich daar als heerser gelden.